# Chico Felitti
Francisco Dias Felitti, mais conhecido como Chico Felitti (Jundiaí, 9 de abril de 1986), é um jornalista, sociólogo, escritor e roteirista brasileiro. É formado em Jornalismo pela Pontifícia Universidade Católica de São Paulo (PUC-SP), em Ciências Sociais pela Universidade de São Paulo (USP) e mestre em Escrita Criativa pela Columbia University.

## Biografia
Natural de Jundiaí, Felitti recebeu notoriedade em 2017 após a publicação de uma reportagem no site BuzzFeed News Brasil narrando a história do artista Ricardo Correa da Silva, conhecido como "Fofão da Augusta". Esta deu origem ao livro Ricardo e Vânia: O maquiador, a garota de programa, o silicone e uma história de amor, lançado em 2019 pela editora Todavia. Pela publicação da reportagem, recebeu o Prêmio Comunique-se na categoria "Melhor repórter de mídia escrita" e o Prêmio Petrobrás de Jornalismo na categoria "Inovação", ambos em 2018. O livro foi finalista do Prêmio Jabuti 2020.
Em 2020, publica o livro-reportagem A Casa: A história da seita de João de Deus, no qual aborda a carreira do médium João de Deus do auge à decadência após o escândalo de assédio sexual, em 2018. No mesmo ano, lança o audiolivro Elke: Mulher Maravilha, biografia da artista Elke Maravilha. Em 2021, a obra é publicada em formato impresso pela editora Todavia.
Atua também como podcaster. Suas produções incluem, entre outros (ver Chico Felitti § Podcasts), Além do Meme, exclusivo do Spotify; Muitas Vidas, publicado no aplicativo Orelo; Isso Está Acontecendo, em parceria com o Fantástico, da TV Globo; e A Mulher da Casa Abandonada da Folha de S.Paulo.
Em 2025, seu podcast A Mulher da Casa Abandonada ganhou uma nova adaptação em formato de uma série documental da Amazon Prime Video, A Mulher da Casa Abandonada, com direção de Kátia Lund.

## Vida pessoal
Felitti foi casado com o redator Renan Bianco. É filho da escritora e palestrante Isabel Dias, que também aparece como colaboradora de seu primeiro livro Ricardo e Vânia.

## Livros
- Ricardo e Vânia: o maquiador, a garota de programa, o silicone e uma história de amor, Editora Todavia, 2019.[24]
- A Casa: A história da seita de João de Deus, Todavia, 2020.[25]
- Elke: Mulher Maravilha, Todavia, 2021.[26]
- Rainhas da Noite, Companhia das Letras, 2022. Livro finalista do Prêmio Jabuti 2023.

## Podcasts
| Ano     | Título                                             | Episódios | Ref.          |
| ------- | -------------------------------------------------- | --------- | ------------- |
| 2020–22 | Além do Meme                                       | 27        | [ 16 ]        |
| 2020    | Muitas Vidas                                       | 12        | [ 17 ]        |
| 2021    | Isso Está Acontecendo                              | 12        | [ 18 ]        |
| 2022–25 | A Mulher da Casa Abandonada                        | 9         | [ 19 ]        |
| 2023    | O Ateliê                                           | 12        | [ 27 ]        |
| 2023    | Gente! Pessoas Comuns em Situações Extraordinárias | 17        | [ 28 ]        |
| 2023    | A Coach                                            | 12        | [ 29 ] [ 30 ] |
| 2024    | Desconhecido                                       | 6         | [ 31 ]        |
| 2024    | De Saída - A Vida Fora da Internet                 | 4         | [ 32 ]        |
| 2025    | O Síndico                                          | 4         | [ 33 ]        |

### Além do Meme
Além do Meme é um podcast que combina investigação jornalística com entretenimento, apresentado por Chico Felitti. A cada episódio, o programa traça o perfil de alguém cuja vida foi transformada – positiva ou negativamente – após se tornar viral na internet, incluindo a Grávida de Taubaté e a Carreta Furacão.

### Muitas Vidas
Muitas Vidas tem o objetivo de dar voz e humanizar as vítimas da Covid-19. A cada episódio, são contadas histórias comoventes de pessoas comuns que faleceram durante a pandemia, narradas por familiares, amigos e registros de áudio feitos durante suas vidas, transformando essas histórias em memórias inspiradoras.

### Isso Está Acontecendo
Isso Está Acontecendo explora de maneira leve temas que, embora possam parecer superficiais, levam a discussões mais profundas. Produzido pelo Fantástico em parceria com o G1, o podcast destaca a diversidade de opiniões de seus entrevistados. O programa aborda, por exemplo, como a pandemia de Covid-19 e a hiperconectividade influenciaram novas formas de relacionamento e comportamentos incomuns.

### A Mulher da Casa Abandonada
Produzido em parceria com a Folha de S. Paulo, A Mulher da Casa Abandonada investiga a história de Margarida Bonetti. Moradora de uma mansão deteriorada em São Paulo, ela foi acusada de crimes nos Estados Unidos entre a década de 1970 e o início dos anos 2000. Conhecida por se apresentar como Mari e cobrir o rosto com uma pomada branca, sua vida e os acontecimentos ligados à casa onde vive são explorados ao longo da investigação.

### O Ateliê
O Ateliê é um documentário investigativo que acompanha um grupo de ex-alunos, ex-funcionários e ex-colegas do fundador da escola de arte "O Atelier do Centro", em São Paulo, que relatam ter vivido em um ambiente com características de uma seita. O podcast reúne diversos testemunhos de pessoas que acusam Rubens Espírito Santo de práticas como abuso psicológico, violência e exploração financeira.

### Gente! Pessoas Comuns em Situações Extraordinárias
Gente! Pessoas Comuns Em Situações Extraordinárias é um mini documentário que retrata a vida de pessoas comuns em um momento extraordinário de sua jornada.

### A Coach
A Coach narra a trajetória de Kat Torres, desde sua ascensão à fama até as acusações por tráfico humano e condições análogas à escravidão, que levaram à sua condenação. Felitti investiga a vida de Torres no Brasil e nos Estados Unidos.

### Desconhecido
Desconhecido revisita a história do Fofão da Augusta, uma figura marcante da cena urbana de São Paulo. A narrativa tem como base o livro Ricardo e Vânia (2019), também de Felitti, que retrata a vida de Ricardo Corrêa da Silva: um artista de rua, cabeleireiro e maquiador renomado, além de membro ativo da comunidade LGBTQIA+ paulistana. O podcast foi criado em parceria com Isabel Dias, escritora e mãe de Chico Felitti.

### De Saída - A Vida Fora da Internet
De Saída: A Vida Fora da Internet investiga o desaparecimento de Jout Jout, uma das youtubers mais conhecidas do Brasil, anos após seu sumiço. Após quatro anos de silêncio, Julia fala sobre sua vida. A série também discute a relação entre o que fazemos nas redes sociais e o impacto delas em nossas vidas.

### O Síndico
O Síndico explora suspeitas de crimes, investigações e disputas judiciais ocorridas em um prédio no centro de São Paulo, tendo como pano de fundo as tensões da vida em condomínio. A trama parte da figura do síndico e revela conflitos entre moradores, casos de violência e uma investigação feita pelos próprios condôminos, que tentam descobrir quem é o homem que colocaram no poder.